# 소니 퍼듀

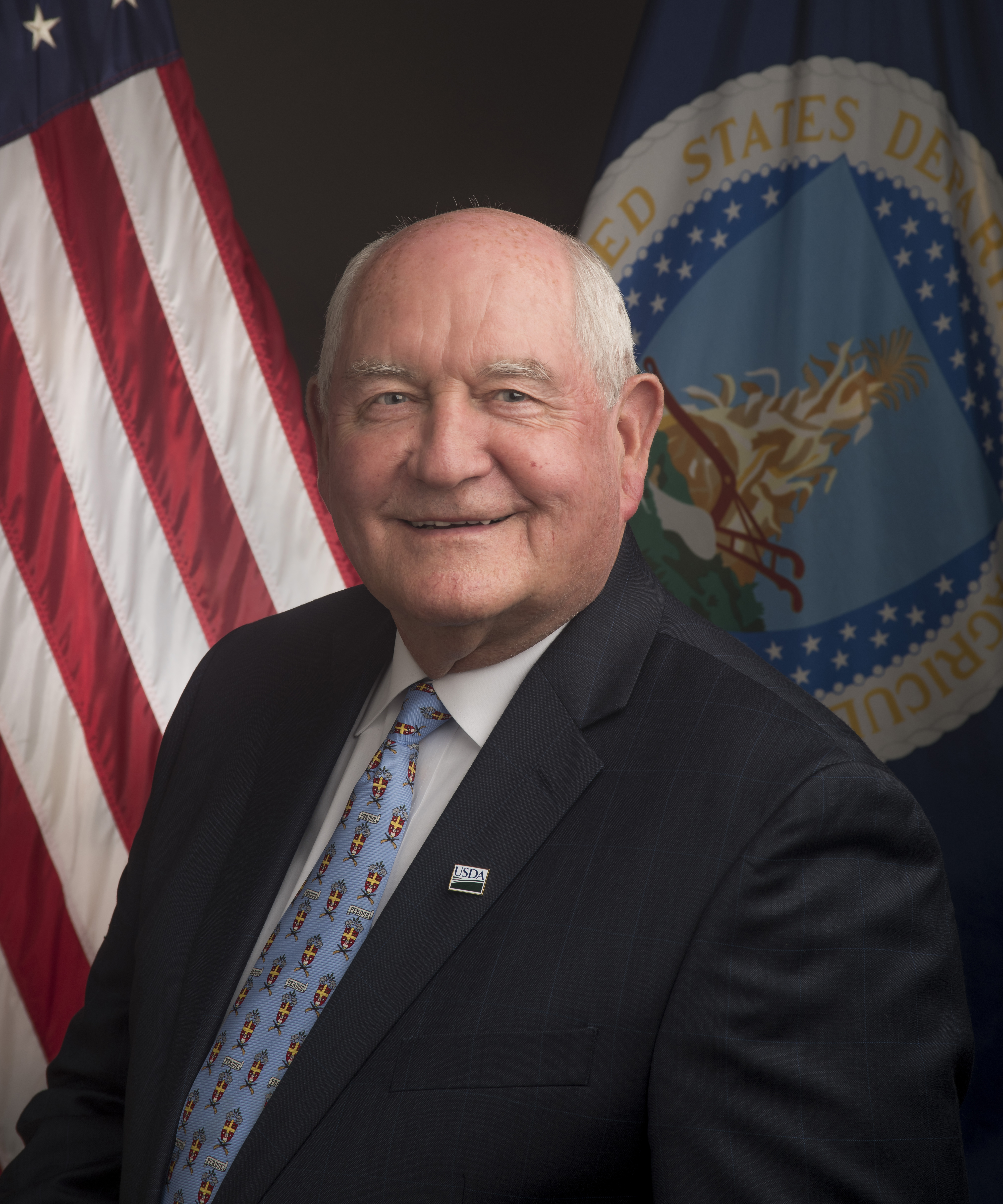
2017년 공식 초상화

소니 퍼듀(Sonny Perdue, 본명: 조지 어빈 "소니" 퍼듀 3세, George Ervin "Sonny" Perdue III, 1946년 12월 20일 ~ )는 2017년부터 2021년까지 제31대 미국 농무부 장관을 역임한 미국의 정치인이자 사업가이다. 공화당 의원인 그는 이전에 제81대 주지사를 역임했다. 2003년부터 2011년까지 조지아주, 1991년부터 2002년까지 조지아주 상원 의원으로 활동했다. 1998년 4월 18일 이전까지는 민주당 소속이었으나, 공화당 소속으로 갈아탔다.
농업 무역 회사의 창립자이자 파트너인 퍼듀는 2002년에 조지아 주지사로 선출되어 현직 로이 반스를 물리치고 재건 시대 이후 직책을 맡은 최초의 공화당원이 되었다. 그는 2006년에 거의 60%의 득표율로 재선되었다. 그는 이후 2012년부터 2017년까지 워싱턴 D.C.에 있는 초당적 정책 센터의 주지사 협의회에서 활동했다.
2017년 1월 18일, 도널드 트럼프 대통령 당선인은 퍼듀를 농무부 장관으로 지명하겠다고 발표했다. 그의 지명은 2017년 3월 9일 미국 상원에 전달되었다. 그의 지명은 3월 30일 19-1 투표로 상원 농업위원회에서 승인되었다. 그의 임명은 4월 24일 상원에서 87-11 투표로 승인되었다. 그는 미시시피주의 마이크 에스피에 이어 딥사우스 출신의 두 번째 농무부 장관이 되었다. 퍼듀는 트럼프 임기 내내 농무부 장관을 역임했다.
2022년 3월 1일, 조지아 대학 시스템 이사회는 2022년 4월 1일부터 퍼듀를 시스템의 14대 총장으로 임명했다.

## 역대 선거 결과
| 선거명      | 직책명                   | 대수  | 정당   | 득표율  | 득표수      | 결과 | 당락               |
| ----------- | ------------------------ | ----- | ------ | ------- | ----------- | ---- | ------------------ |
| 1990년 선거 | 상원의원 (조지아 제18부) | 141대 | 민주당 | 70.53%  | 17,832표    | 1위  | 조지아 주의원 당선 |
| 1992년 선거 | 상원의원 (조지아 제18부) | 142대 | 민주당 | 100.00% | 28,387표    | 1위  | 조지아 주의원 당선 |
| 1994년 선거 | 상원의원 (조지아 제18부) | 143대 | 민주당 | 100.00% | 21,960표    | 1위  | 조지아 주의원 당선 |
| 1996년 선거 | 상원의원 (조지아 제18부) | 144대 | 민주당 | 100.00% | 28,920표    | 1위  | 조지아 주의원 당선 |
| 1998년 선거 | 상원의원 (조지아 제18부) | 145대 | 공화당 | 100.00% | 24,543표    | 1위  | 조지아 주의원 당선 |
| 2000년 선거 | 상원의원 (조지아 제18부) | 146대 | 공화당 | 69.21%  | 30,681표    | 1위  | 조지아 주의원 당선 |
| 2002년 선거 | 조지아 주지사            | 81대  | 공화당 | 51.39%  | 1,041,677표 | 1위  | 조지아 주지사 당선 |
| 2006년 선거 | 조지아 주지사            | 81대  | 공화당 | 57.94%  | 1,229,724표 | 1위  | 조지아 주지사 당선 |